# Medicine Lake (Minnesota)
Medicine Lake egy város Hennepin megyében, Minnesotában (Egyesült Államok). A 2010-es népszámláláson a lakosság száma 371 fő volt. A város az azonos nevű tóba belógó félszigeten fekszik.

## Népesség
A népesség számának alakulása:
| Lakosok száma | 284  | 323  | 446  | 419  | 385  | 368  | 371  | 337  |
|               | 1950 | 1960 | 1970 | 1980 | 1990 | 2000 | 2010 | 2020 |

## Történelem
"Medicine Lake Park" Plymouth város részeként volt létrehozva, 1887 környékén. Üdülőnek alakította ki a területet nagyvárosi embereknek Jacob Barge. 1944-ben lett önálló város, mikor a lakosok a Plymouthtól való elválásra szavaztak, annak ellenére, hogy földrajzilag az körbe veszi Medicine Lake-et.

## Földrajz
A város 0.85 km2 területű, melyből 0.39 km2 víz. A város teljesen körbe van véve Plymouth által és az azonos nevű tóba benyúló félszigeten helyezkedik el. A 45. északi szélességi kör áthalad a városon.
A Minnesota State Highway 55 a várostól 0.8 km-re halad.

## Politika
Medicine Lake Minnesota harmadik kongresszusi körzetébe tartozik, a képviselője az Egyesült Államok Képviselőházában Dean Phillips (Demokrata Párt). Minnesota Állam Képviselőházának képviselője a 46A körzetből Ryan Winkler (Demokrata Párt), Minnesota Állam Szenátusában pedig a 46. körzet szenátora Ron Latz (Demokrata Párt).
| Év   | Hivatal   | Eredmény               | Párt         |
| ---- | --------- | ---------------------- | ------------ |
| 2000 | Elnök     | Bush 50 - 46%          | Republikánus |
| 2004 | Képviselő | Ramstad 65 - 35%       | Republikánus |
| 2004 | Elnök     | Bush 51 - 48%          | Republikánus |
| 2006 | Képviselő | Ramstad 65 - 35%       | Republikánus |
| 2008 | Képviselő | Paulsen 48.5 - 40.9%   | Republikánus |
| 2008 | Elnök     | Obama 52 - 46%         | Demokrata    |
| 2010 | Képviselő | Paulsen 58.8 - 36.6%   | Republikánus |
| 2012 | Képviselő | Paulsen 58.1 - 41.8%   | Republikánus |
| 2012 | Elnök     | Obama 49.6 - 48.8%     | Demokrata    |
| 2014 | Képviselő | Paulsen 62.1 - 37.8%   | Republikánus |
| 2016 | Képviselő | Paulsen 56.9 - 43.1%   | Republikánus |
| 2016 | Elnök     | Clinton 50.8 - 41.4%   | Demokrata    |
| 2018 | Képviselő | Phillips 55.61 - 44.2% | Demokrata    |
| 2018 | Szenátor  | Klobuchar 62.3 - 34.7% | Demokrata    |
| 2020 | Elnök     | Biden 58.7 - 39.2%     | Demokrata    |

## Fontos személyek
- Terry Gilliam – Amerikában született brit forgatókönyvíró, rendező, animátor, színész és a Monty Python tagja. 1940-ben költözött családja Medicine Lakebe.[5]
- Lois McMaster Bujold – sci-fi és fantasy író